# Friedrich Thieme

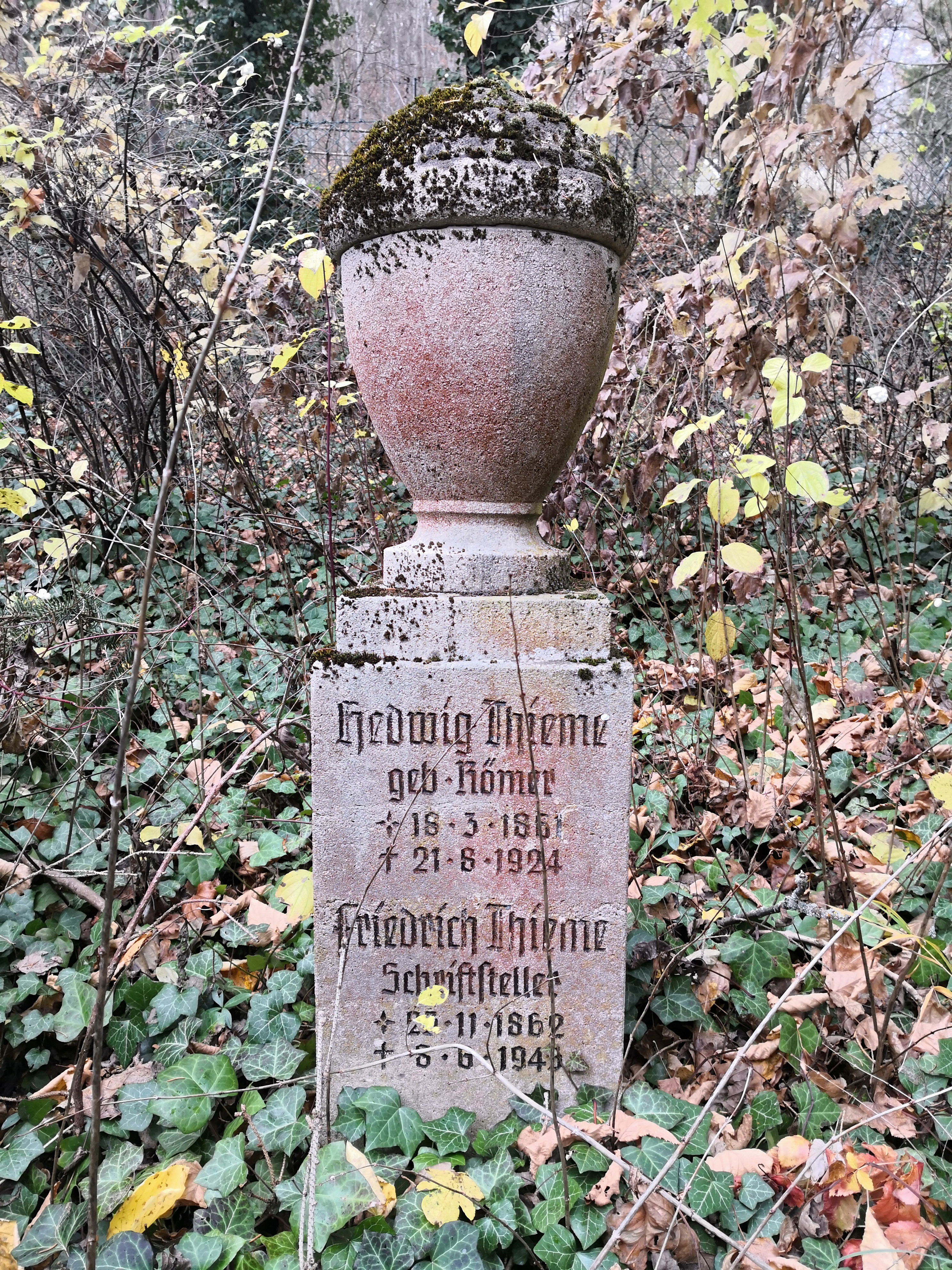
Grab von Friedrich Thieme auf dem Nordfriedhof in Jena

Friedrich Thieme (vollständiger Name Friedrich Clemens Thieme) (* 23. November 1862 in Burgstädt; † 8. Juni 1945 in Jena) war ein deutscher Journalist und Schriftsteller.

## Leben
Thieme war ein Sohn des Webermeisters Fritz Thieme und dessen Ehefrau Ida Diesel. Er besuchte die Bürgerschule in seiner Heimatstadt und wechselte später an die Bürgerschule in Borna bei Leipzig. Im Anschluss daran durchlief er eine vierjährige kaufmännische Ausbildung in Erfurt und arbeitete auch einige Zeit in dieser Branche. Um 1883 wandte er sich der Journalistik zu und war zehn Jahre in diesem Bereich tätig. Er begann als Lokal- und Gerichtsberichterstatter des Allgemeinen Anzeigers in Erfurt. Ab 1888 wurde er Redakteur der Zeitung Deutschland in Weimar. Ab 1891 übernahm er die Funktion des Redakteurs des Jenaer Volksblatts, welches er zuletzt redigierte.
Ab Herbst 1893 betätigte er sich als freier Schriftsteller in Jena. Nach Zwischenstationen in Dresden-Trachenberge ab 1894 und Charlottenburg seit 1895 kehrte er 1897 nach Jena zurück. Im Jahr 1908 zog er für einige Jahre nach Weimar, kehrte aber auch von dort wieder in seine zweite Heimat nach Jena zurück. Die Jahre während des Zweiten Weltkriegs verbrachte er schließlich in Stuttgart bei seiner zweiten Tochter.
Neben seinen journalistischen Arbeiten schuf Thieme mit der Zeit auch ein ansehnliches literarisches Œuvre; größtenteils Erzählungen und Kriminalromane. Viele seiner Werke veröffentlichte Thieme unter den Pseudonymen „F. Clemens“ und „H. Römer“. In mehreren Zeitungen wurden seine Romane zuvor als Fortsetzungsromane abgedruckt u. a. im Jenaer Volksblatt, aber auch überregionalen Zeitungen. Seine Romane wurden in mehrere Sprachen übersetzt und fanden auch im Ausland Anklang.
Er heiratete am 10. Oktober 1891 Hedwig Römer (* 1861; † 1924) in Jena. Mit ihr hatte er drei Kinder: Klara (* 1892), Hedwig (* 1895) und Johann Gottfried (1898–1979), der Chemiker wurde und später u. a. zwei biografische Bücher veröffentlichte.
Er war in Jena mit Ernst Abbe, Ernst Haeckel und dem Juristen Dr. Harmening befreundet.
Er wurde auf dem Nordfriedhof in Jena bestattet. 

## Mitgliedschaften
- Vorstandsmitglied der Anti-Duell-Liga
- Vorstand und später Ehrenmitglied der Ethischen Gesellschaft in Jena
- Vorstand und später Ehrenmitglied des Vereins für Tier- und Menschenschutz in Jena
- Gemeindepoet der Getreuen vom Auerhahn[3], deren Sitz war in der Gaststätte Zum Auerhahn bei Stützerbach

## Werke (Auswahl)
Erzählungen
- Abenteuer eines Studentenvaters. Lustige Geschichten aus dem Jenaer Studentenleben. Verlag Maeder, Leipzig 1897, Nachdruck bei Edition Jera, Hilden 2011.
- Der Offizialverteidiger. Zwei Kriminalnovellen. Hillger Verlag, Berlin 1903 (Inhalt: Der Offizialverteidiger und Die Flucht ins Gebirge).
- Mysteriöse Geschichten. Kriminalistisches und Anderes. Verlag der Körnerschen Buchhandlung, Erfurt 1898.
- Kriminal-Humoresken. Habbel Verlag, Regensburg o. J. (Lustige Bücher; 5).
- Das Zauberfernrohr und andere Kriegshumoresken. Habbel Verlag, Regensburg 1917 (Lustige Bücher; 26).

Romane
- Nach Sibirien verbannt. Sein erster Roman, vorab ab März 1892 im Jenaer Volksblatt als Fortsetzungsroman veröffentlicht.[2]
- Eine Vergangenheit. Verlag O. Janke, Berlin 1901.
- Der Fall Gembalsky. 1901.
- Der einzige Zeuge. 1905.
- Dr. Ohloffs Geheimnis. 1906.
- Durch wessen Hand? Kriminalroman. 2. Aufl. Kösel & Pustet, Regensburg 1922.
- Ein Millionendiebstahl des zwanzigsten Jahrhunderts. Kriminalroman. Hillger Verlag, Berlin 1900 (Willkommen Bücher; 17).
- Zwei Kriegshochzeiten. Erzählung aus dem Jena und Weimar von 1806, Vopelius, Jena 1936.
- Das verlassene Dorf (= Kunitz (Jena)). Eine Lebens-, Leidens- und Liebesgeschichte aus Deutschlands traurigster Zeit, 2 Neuauflagen im Jenzig-Verlag Köhler, Jena 1992 und 2001.
- Im Meer der Ichthyosaurier. Phantastische Reise von Professor Petrenz aus Jena im Jahre 1922 vom Inselsberg auf den Spuren von Friedrich Wilhelm Mader. Fortsetzungsroman der Jugendzeitschrift Der Gute Kamerad, Stuttgart 1922, als Buch hg. und komm. von Detlef Münch, Synergen-Verlag, Dortmund 2017.

Heimatgeschichte
- Jenas Gedenktafeln (= Altes und Neues aus der Heimat. Beilage zum Jenaer Volksblatt 1931–1933, Folge 5), Vopelius, Jena 1934.
- Gedenkstätten um Jena. Ein Führer durch die Gedenkstätten und Erinnerungszeichen des Schlachtfeldes und der Umgebung von Jena; mit Ansichten aus dem alten Jena, Jena: Vopelius 1936.

Sonstiges
- Die Kapuzinerpredigt gegen die Monisten. Eine lustige Komödie mit ernstem Ausgang in mehreren Entwicklungsphasen (Vorgetragen am 15. Februar 1908 bei Gelegenheit der Feier des 74. Geburtstages Ernst Haeckels in der Ortsgruppe Jena des deutschen Monistenbundes), Gesellschaft Neue Weltanschauung, Stuttgart  1908.
- Lustspiel Unter den Amazonen uraufgeführt am 5. Januar 1913 am Meininger Hoftheater in Anwesenheit von Herzog Georg[4]
- Märchenschauspiel Der Richter[5][6] uraufgeführt am 7. Februar 1923 an der Erfurter Freien Volksbühne

## Verfilmungen
- F. Dolgopolsky (Regie): Der Fall Gembalsky. 1922 (nach dem gleichnamigen Roman).